# Landschaftsschutzgebiet Ortsrandlage Hundesossen
Das Landschaftsschutzgebiet Ortsrandlage Hundesossen mit 23,5 ha Größe liegt im Stadtgebiet von Schmallenberg. Das Gebiet wurde 2008 vom Kreistag des Hochsauerlandkreises mit dem Landschaftsplan Schmallenberg Südost als Landschaftsschutzgebiet (LSG) ausgewiesen. 

## Beschreibung
Das LSG ist eines von 71 Landschaftsschutzgebieten vom Typ B, Ortsrandlage, Landschaftscharakter im Stadtgebiet von Schmallenberg. Im Stadtgebiet gibt es auch zwei Landschaftsschutzgebiete vom Typ A (Allgemeiner Landschaftsschutz) und 58 Landschaftsschutzgebiete vom Typ C (Wiesentäler und bedeutsames Extensivgrünland) mit anderen Auflagen.
Das LSG besteht aus drei Teilflächen. Das LSG geht bis an den Siedlungsrand von Hundesossen. Es handelt sich um Offenlandbereiche mit Grünland in Hangbereichen.

## Schutzzweck
Die Ausweisung erfolgte zur Sicherung der Vielfalt und Eigenart der Landschaft im Nahbereich der Ortslagen und der alten landwirtschaftlichen Vorranggebiete durch Offenhaltung.

## Rechtliche Vorschriften
Wie in den anderen Landschaftsschutzgebieten vom Typ B in Schmallenberg besteht im LSG ein Verbot der Erstaufforstung und Weihnachtsbaum-, Schmuckreisig- und Baumschul-Kulturen anzulegen. Wie in allen Landschaftsplangebieten vom Typ B im Stadtgebiet von Schmallenberg besteht das Gebot, das LSG durch landwirtschaftliche Nutzung oder durch Pflegemaßnahmen von einer Bewaldung freizuhalten.